# Saint-Sornin (Charente-Maritime)
Saint-Sornin ist eine französische Gemeinde mit 420 Einwohnern (Stand: 1. Januar 2022) im Département Charente-Maritime in der Region Nouvelle-Aquitaine. Die Gemeinde gehört zum Arrondissement Rochefort und zum Kanton Marennes. Die Einwohner werden Saint-Sorninois genannt. 

## Geographie

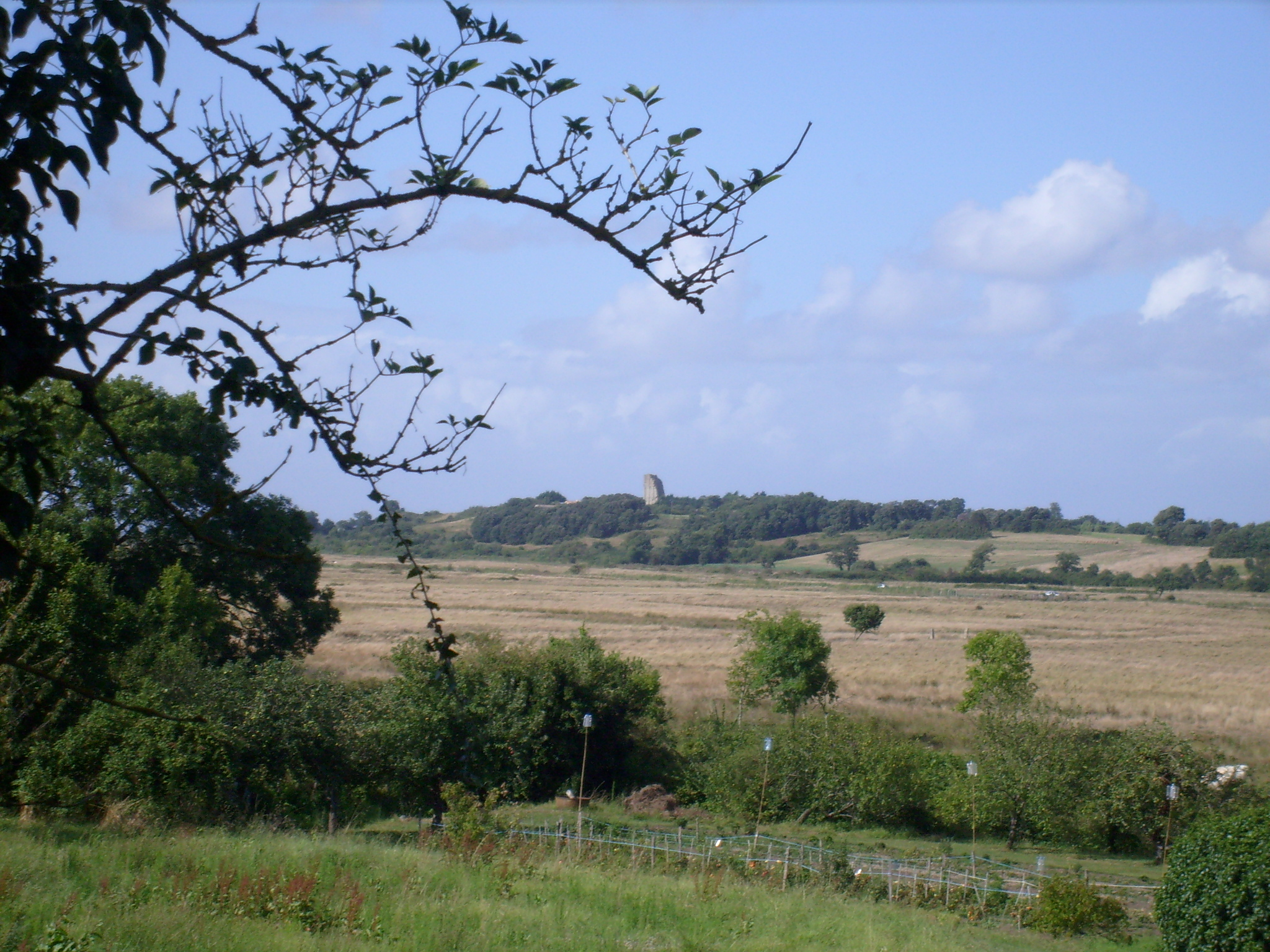
Salzwiesen der Brouage

Saint-Sornin liegt an den Salzwiesen der Seudre und der Brouage nahe der Atlantikküste in der historischen Landschaft Saintonge. Umgeben wird Saint-Sornin von den Nachbargemeinden Saint-Just-Luzac im Norden und Nordwesten, La Gripperie-Saint-Symphorien im Norden und Nordosten, Sainte-Gemme im Osten und Südosten, Le Gua im Süden sowie Nieulle-sur-Seudre im Westen und Südwesten.
Im südöstlichsten Zipfel der Gemeinde kreuzen sich die früheren Routes nationales 728 (heutige D728) und 733 (heutige D733).

## Geschichte
Das Dorf Broue in der Gemeinde war früher von weitaus größerer Bedeutung. Die Ruinen, der Bergfried und die beiden früheren Kirchbauten, zeugen von einem überregionalen Zentrum des Mittelalters. Erst mit dem Niedergang in der Neuzeit entvölkerte die Gegend. Noch zur französischen Revolution lebten hier etwa 1.500 Einwohner.

## Bevölkerungsentwicklung
| 1962                      | 1968 | 1975 | 1982 | 1990 | 1999 | 2006 | 2012 |
| ------------------------- | ---- | ---- | ---- | ---- | ---- | ---- | ---- |
| 348                       | 316  | 344  | 310  | 322  | 328  | 307  | 322  |
| Quelle: Cassini und INSEE |      |      |      |      |      |      |      |

## Sehenswürdigkeiten
Siehe auch: Liste der Monuments historiques in Saint-Sornin (Charente-Maritime)
- Kirche Saint-Saturnin, romanischer Kirchbau aus dem 11. Jahrhundert, Monument historique
- Bergfried (Donjon) von Broue, 1047 erstmals urkundlich erwähnt, Monument historique seit 1925
- Ruinen der Kirchen Saint-Pierre und Saint-Eutrope
- früheres Gemeindegefängnis
- Gruben von Tourette aus dem 18. Jahrhundert

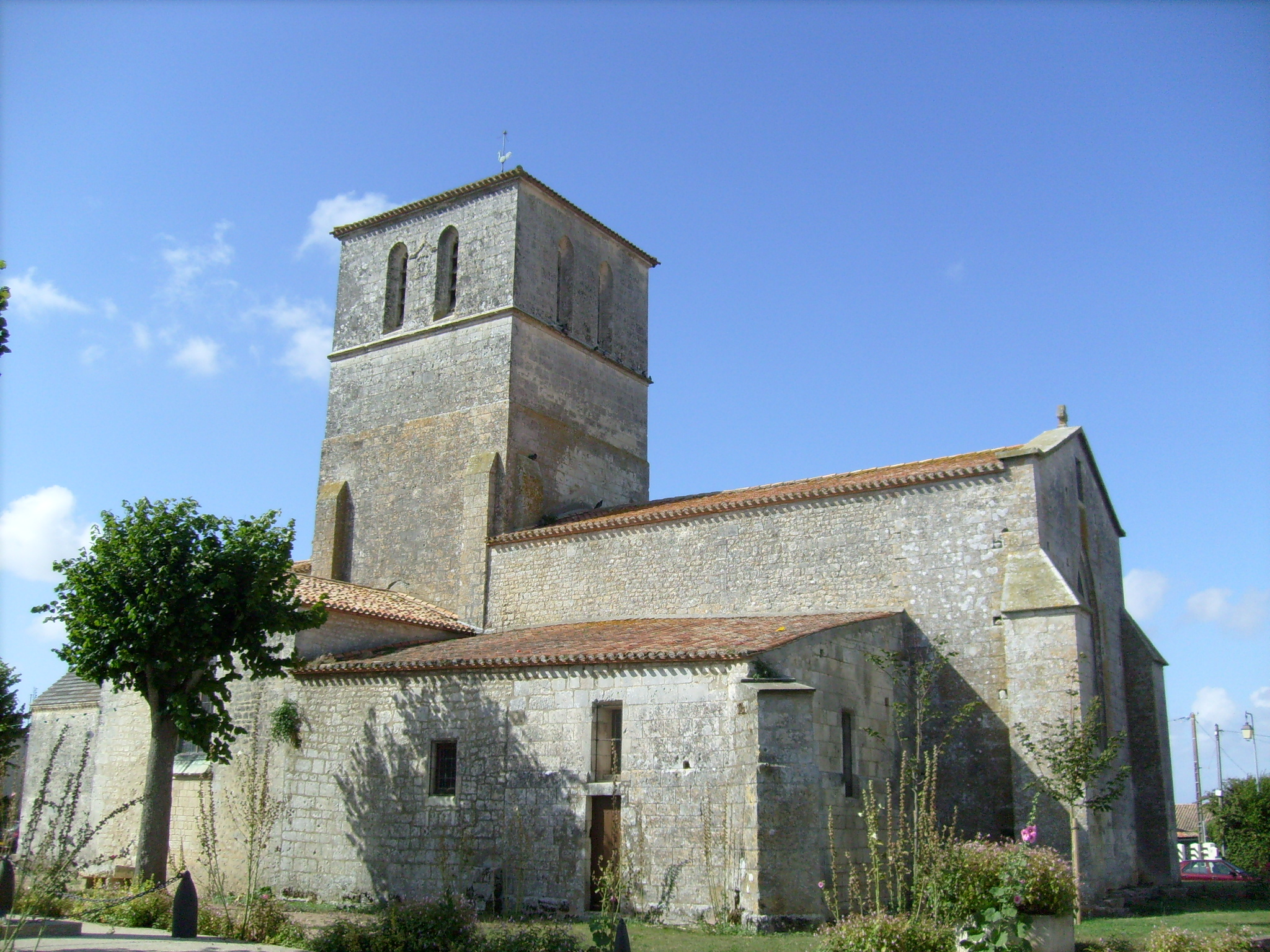
Kirche Saint-Saturnin
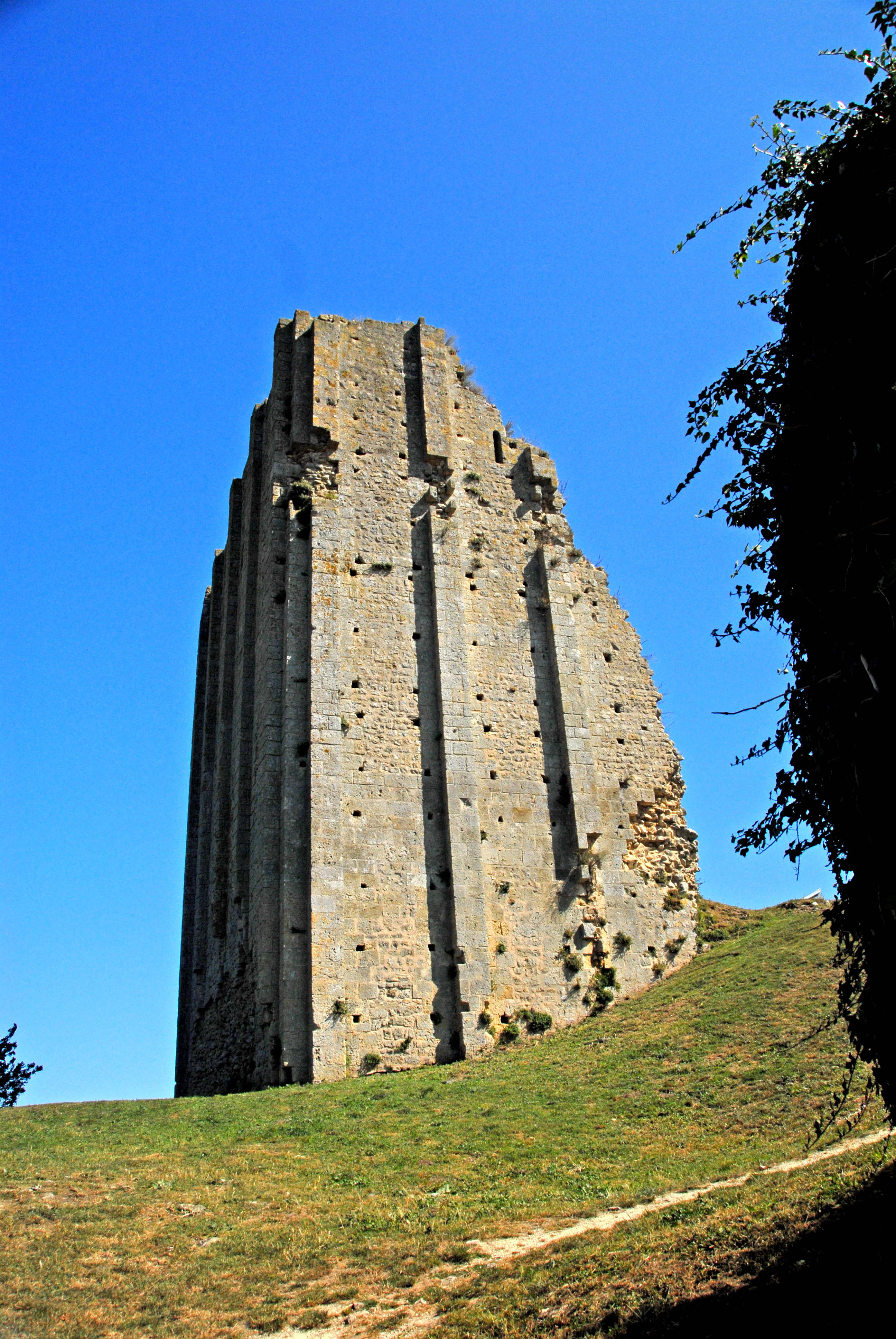
Bergfried von Broue
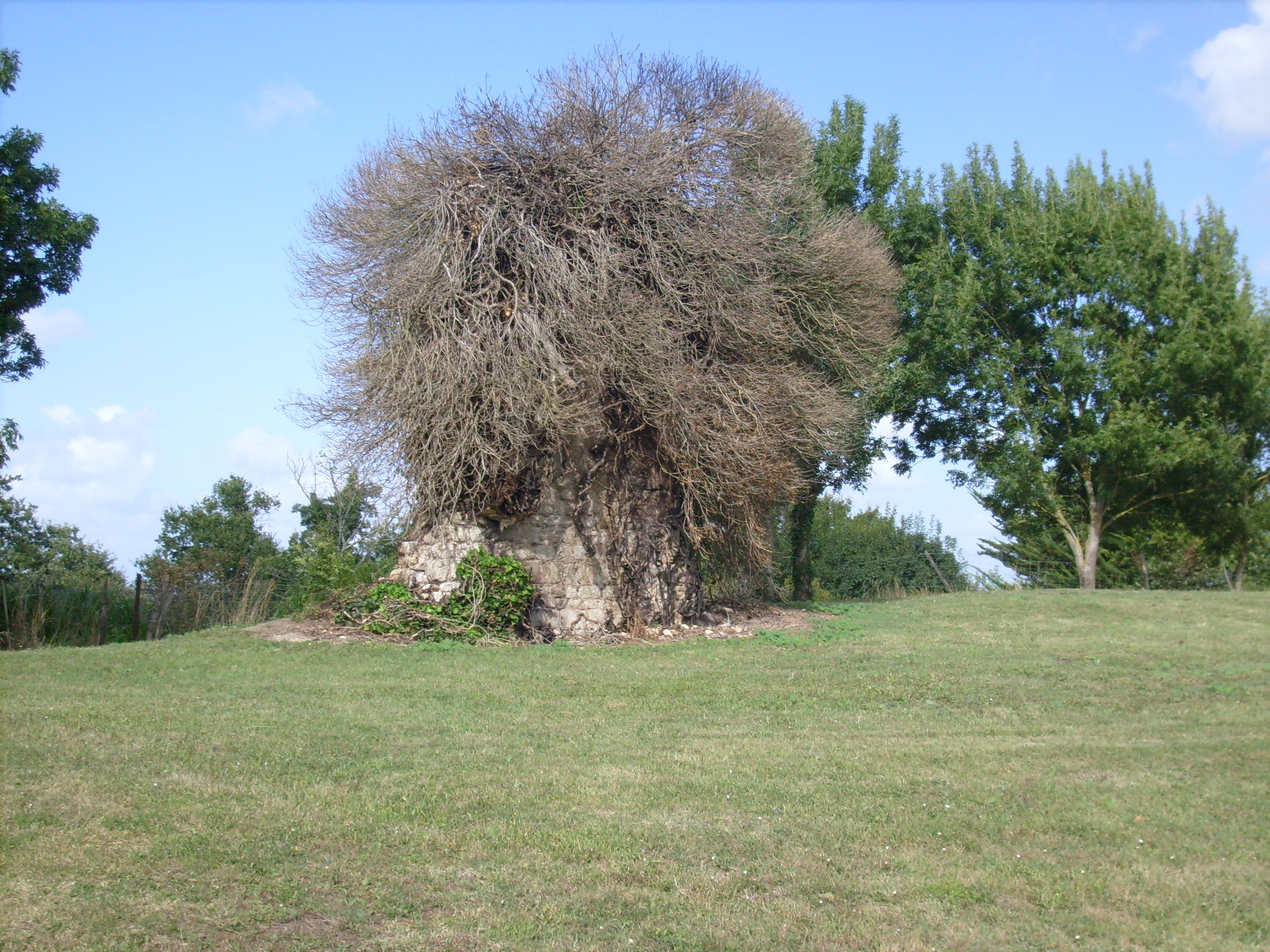
Kirchruine bei Broue